# Alberto Carlos Lucena
Alberto Carlos Lucena, (Santiago del Estero, 4 de agosto de 1928) militar argentino que condujo una intervención federal en la provincia de Catamarca tras el golpe de Estado del 24 de marzo de 1976.

## Durante la dictadura
Este oficial del Ejército Argentino era jefe del Regimiento de Infantería Aerotransportado 17 de Catamarca y, como tal, comandante del Área 313, con jurisdicción sobre la provincia del mismo nombre. Durante el golpe de Estado del 24 de marzo de 1976 que derrocó a los gobiernos nacional y provinciales, Lucena asumió como interventor federal en la provincia de Catamarca, desplazando al gobernador Hugo Alberto Mott. Dejó el cargo el 8 de abril de 1976, cuando asumió el gobernador de facto Jorge Carlucci.
Como coronel, ocupó el cargo de segundo comandante y jefe de Estado Mayor de la IV Brigada de Infantería Aerotransportada de Córdoba, bajo las órdenes del general de brigada Arturo Gumersindo Centeno, comandante de dicha brigada.
Entre 1980 y 1982, fue director del Colegio Militar de la Nación y jefe del Área 480, dependiente del Comando de Institutos Militares (comando de la Zona de Defensa IV).

## Juicios
El 15 de junio de 2012, fue condenado a 16 años de prisión por crímenes de lesa humanidad. El 5 de junio de 2014, fue condenado a prisión perpetua por homicidio agravado por alevosía, en otra causa por delitos contra la humanidad.